# Der Fall Routt…!
Der Fall Routt...! ist ein Kriminalfilm von 1917 der Filmreihe Rat Anheim.

## Handlung
Mehrere Personen bezichtigen sich eines Mordes. Detektiv Rat Anheim muss herausfinden, wer der Mörder ist.

## Hintergrund
Produziert wurde er von der William Kahn-Film GmbH (Berlin). Er hat eine Länge von vier Akten. Die Zensurprüfung fand im Januar 1917 statt. Die Polizei Berlin erließ ein Jugendverbot (Nr. 40160), die Polizei München erlaubte keine Ankündigung als Detektivfilm (Nr. 24685, 24686, 24687, 24688). Eine erste (Test?)-Vorführung fand im Berliner Tauentzienpalast am 12. Januar 1917 statt. Die eigentliche Uraufführung dann am 16. Februar 1917 ebenda.

## Rezeption
Die Tänzerin und Schriftstellerin Rahel Sansara, die hier ein Gastspiel gab, nannte den Film einen Kitschfilm.